# Емилио Сакраја
Емилио Сакраја (Берлин, 29. јун 1996) је немачки глумац и музичар који има мароканско и српско порекло.

## Биографија
Емилио је рођен у Берлину 1996. године где је и одрастао. Његов отац је из Србије, док је мајка из Марока. Његови родитељи су разведени, има неколико полубраће и сестара. Његов брат Илијес Раоул је такође глумац. Током детињства је лета проводио у Мароку. Похађао је школу у берлинском округу 
Вилмерсдорфу. Пред камере је први пут стао са девет година, када се појавио 2005. године у филму "Деца причају". Своје интересовање за борилачке вештине карате и кунг фу открио је још и као дете. Освојио је титулу шампиона Немачке у каратеу 2010. године у организацији Светске карате и кик бокс асоцијације. Учествовао је 2024. године у емисији "Победи славну личност" на немачкој телевизији и изгубио од немачког репера Бауше.
Са једанаест година је почео да свира клавир, гитару и бубњеве. Рано се придружио школском бенду. Почео је да пише сопствене песме са петнаест или шеснаест година.
Отац је једног детета, сина.

## Каријера
Први пут се појавио 2010. године у филму "Времена се мењају". Шест година касније одлучио је да више не користи презиме Моутаоукил и уместо тога користи своје средње име као уметничко.
Годину дана касније остварио је улогу у серији "Таторт" у епизоди "Очеви и синови". У филму Волфганга Гроса "Колебљиви лопов" из 2018. године има главну улогу, док поред њега у том филму играју Хајнер Лаутербах и Соња Герхард. Исте године за свој наступ у свом другој епизоди у серији "Таторт" под називом "Нестало дете" био је номинован за Награду за младе таленте Студија Хамбург.
Потом су уследиле улоге у серијама на Нетфликсу "Монахиња ратница" коју је креирао Сајмон Бари и "Племена Европе" где је тумачио једну од главних улога.
У лето 2020. снима још један филм где тумачи главну улогу те потом 2022. године је проглашен за једног од најбољих десет младих европских звезда у успону од стране ЕФП-А. Исте године излази његов филм "Рејнголд" у ком поново игра главну улогу немачког репера Ксатара.
У јулу 2024. године излази серија "Они који ће умрети" где тумачи једну од главних улога. У истој серији римског императора игра Ентони Хопкинс, а ова серија уједно је и његова одскочна даска у светској продукцији. Серија је у Сједињеним Америчким Државама доступна на сервису Пикок, док је у остатку света објављена на Амазон Прајму.
Балканска публика запазила га је ипак у немачком филму "60 минута" који је изашао на Нетфликсу, где је у кадру са босанскохерцеговачком глумицом Татјаном Шојић која је стекла велику популарност улогом Марије у серији Луд, збуњен, нормалан.
Глумац је поносан на своје мароканско наслеђе и често на друштвеним мрежама дели садржаје везане за њихову културу. Сакраја у јавности за веће медије није причао о свом српском пореклу.

## Музичка каријера
У мају 2016. године објављује свој деби сингл "Доле поред језера", а затим свој деби албум "Црвени песак" за британску музичку кућу "Џајв рекордс".
Осам година касније учествује као певач у емисији "Певај моју песму" емитованој на телевизији Вокс у Немачкој.

## Филмографија
| Год.         | Назив                                | Улога            |
| ------------ | ------------------------------------ | ---------------- |
| 2000-е       |                                      |                  |
| 2008.        | Тркач брзине                         |                  |
| 2010-е       |                                      |                  |
| 2010.        | Времена те мењају                    | Филип            |
| 2012.        | Дрзници                              | Фади Алтаи       |
| 2013.        | В8 - Желите да будете најбољи        | Наик Дадидас     |
| 2013.        | Принц од Гмуда                       | Хикмет           |
| 2014.        | Биби и Тина: Потпуно зачарани!       | Тарик Шмул       |
| 2014.        | Нема бeкства                         | Лирој            |
| 2015.        | Последњи излаз Сауерленд             | Елијас Киерспе   |
| 2016.        | Усред Немачке                        | Керим Симсек     |
| 2016.        | Седми сат                            | Сами             |
| 2016.        | Биби и Тина: Девојке против дечака   | Тарик Шмул       |
| 2016.        | Маслачак                             | Хенинг           |
| 2016.        | Жртве - Не заборави ме               |                  |
| 2016.        | Соло за Вајса                        | Мурат Кајмаз     |
| 2016.        | Винету - Живи мит (филм и ТВ серија) | Неке Бах         |
| 2017.        | Биби и Тина: Тотални хаос"           | Тарик Шмул       |
| 2017.        | Четири блока                         | Исам             |
| 2017.        | Одмор од живота                      | Винсент          |
| 2017.        | Моје дивље срце                      | Сами             |
| 2017.        | Свињар                               | принц Августин   |
| 2017 - 2019. | Таторт                               | Нино/Карим Лошер |
| 2018.        | Места за лечење                      | Чарли            |
| 2018.        | Мој ђаволски добар пријатељ          | Карло            |
| 2018.        | Плави прозор"                        | Љоша             |
| 2019.        | Колебљиви лопов"                     | Денис            |
| 2020-е       |                                      |                  |
| 2020.        | Монахиња ратница                     | Џеј Си           |
| 2021.        | Племена Европе                       | Киано            |
| 2021.        | Спашавање света који познајемо       | Пол              |
| 2021.        | Једна слободна ноћ                   | Ноа              |
| 2022.        | Драги Курт                           | Бармен           |
| 2022.        | Рејнголд                             | Џивар Хајаби     |
| 2024.        | 60 минута                            | Октавио Бергман  |
| 2024.        | Они који ће умрети                   | Ксенон           |

## Дискографија
- Црвени песак (2020)
- 1996 (2022)
- Благослови (2024)

## Занимљивости
- Играо је у филмским "live action" адаптацијама популарног цртаног филма Биби и Тина који је веома популаран у Србији и на коме су генерације одрастале.
- У серији "Племена Европе" није једини глумац који је пореклом са ових простора. Улоге имају и хрватски глумци Леона Парамински и Миран Курспахић.
- У филму "60 минута" игра са Татјаном Шојић, најпознатијом по улози Марије у серији Луд, збуњен, нормалан. Ова сцена привукла је пажњу домаћих медија и публике на друштвеним мрежама који су погледали филм на Нетфликсу. Шојић у филму игра мафијашицу Даницу.